# Abonsar
Abonsar (en árabe: الحانوت‎, en francés: Al Hanoute) es una localidad marroquí perteneciente al municipio de Beni Gmil, en la región de Tánger-Tetuán-Alhucemas. Desde 1912 hasta 1956 perteneció a la zona norte del Protectorado español de Marruecos.